# Efeito castanha-do-brasil

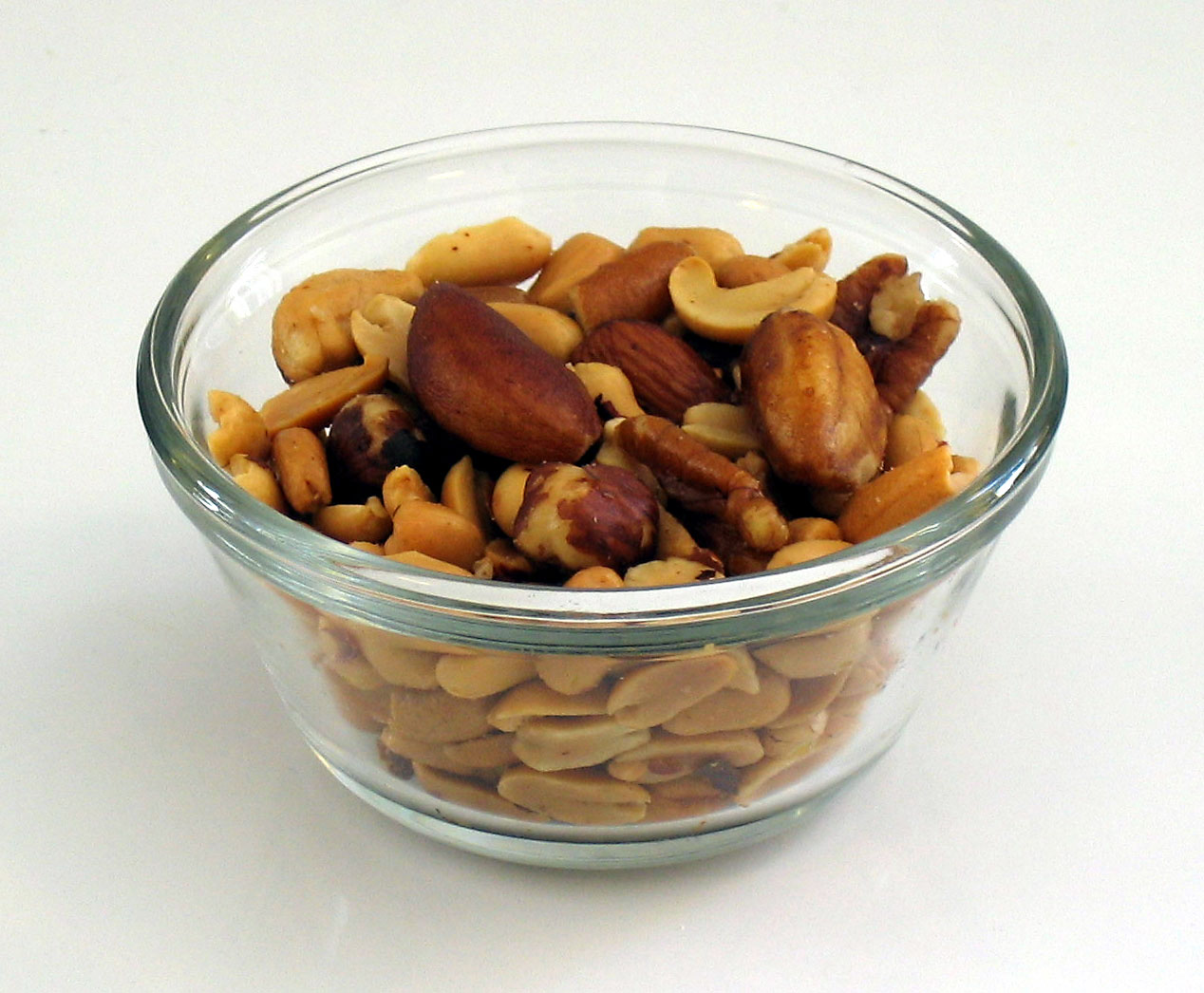
Castanha-do-pará por cima de outros frutos secos.

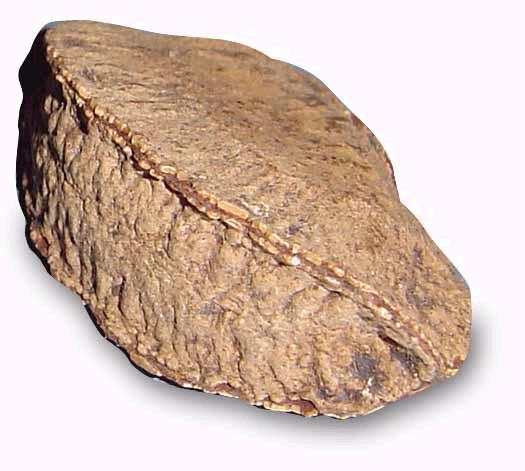
Castanha-do-pará com casca.

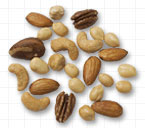
Frutos secos sortidos.

Se denomina efeito castanha-do-brasil (ou efeito castanha-do-pará) à tendência das partículas de maior tamanho de uma substância granulada de ascender à superfície de uma mistura quando esta é agitada. Deve seu nome a que, tipicamente, em uma embalagem de frutas secas sortidas as castanha-do-pará são normalmente as de maior tamanho.

## Explicação do processo
A importância da forma das partículas e orientação no processo de desmistura mostra como a castanha-do-pará sobe através de uma pilha de sementes. A orientação da castanha-do-pará é a chave para seu movimento ascendente na segregação. As castanhas-do-pará inicialmente começam na horizontal dentro da embalagem, mas não começam a subir até que primeiro tenham girado o suficiente em direção ao eixo vertical. Ao atingir a superfície, elas retornam a uma orientação plana.